# Bonnie Strange

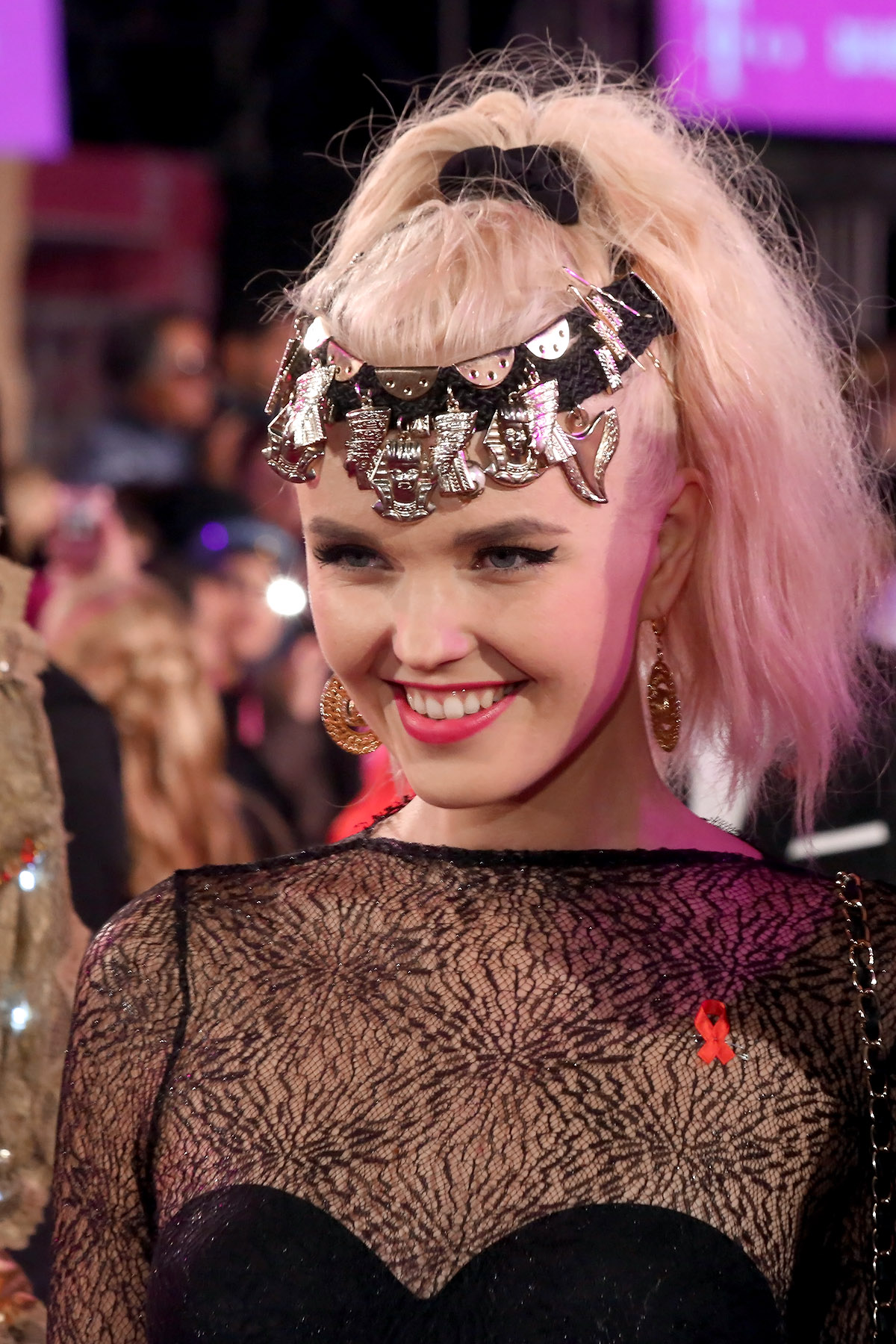
Bonnie Strange beim Life Ball 2013

Bonnie Strange (* 5. Juli 1986 in Berdsk, Russische SFSR, Sowjetunion; bürgerlich Jana Weilert) ist eine deutsche Moderatorin, Schauspielerin und Musikerin sowie Model.

## Leben
Jana Weilert kam mit zwei Jahren mit ihrer wolgadeutschen Familie aus Sibirien nach Deutschland und wuchs in Neuss auf. Sie besuchte das Elly-Heuss-Knapp-Berufskolleg in Düsseldorf. Danach arbeitete sie als Model für Agenturen in Athen, Paris und Istanbul sowie als Fotografin. Sie war unter anderem das Gesicht für die Modefirma Pimkie. Gemeinsam mit Marie Nasemann und Jackie Hide gründete sie die Band The Rio Girls, die sich 2011 nach zwei Single-Veröffentlichungen wieder auflöste. Von 2012 bis 2015 betrieb sie zusammen mit Lena Nußbaum eine Boutique in Berlin.
2013 wirkte sie im Musikvideo She Wants von WestBam mit. Im gleichen Jahr heiratete sie den Mode-Blogger Carl Jakob Haupt in Las Vegas. Im April 2014 wurde die Ehe geschieden.
2014 gab Bonnie Strange in der Soap Gute Zeiten, schlechte Zeiten ihr Schauspieldebüt, wo sie in einer Gastrolle die Figur der Kitty Rocket verkörperte. Knapp zwei Jahre lang gehörte sie zu den Moderatorinnen des ProSieben-Magazins taff.
Mit ihrer Band Grossraum Indie Fresse konnte sie sich mit dem Titel Richtig Nice auf Platz 49 in den österreichischen Singlecharts platzieren. Für die Neuauflage der Zeichentrickserie Powerpuff Girls auf dem Sender Cartoon Network steuerte sie den deutschen Titelsong bei.
2018 und 2019 war Bonnie Strange in Musikvideos von Ufo361 und Loredana zu sehen. Im August 2020 moderierte Weilert die Erotiksendung Peep! auf RTL II.
Im April 2019 wurde Weilert zur Zahlung von 10.000 Euro Schmerzensgeld an einen Modeverkäufer verurteilt, da sie diesen auf ihren Social-Media-Kanälen beleidigt hatte.
Seit 2018 lebt Bonnie Strange auf Ibiza und ist mit einer Million Followern auf Instagram eine der erfolgreichsten deutschen Influencerinnen. Zudem modelt sie für internationale Kampagnen von Firmen wie Desigual, Lascana und MAC Cosmetics.

## Privates
Einer breiten Öffentlichkeit wurde sie 2010 durch ihre Beziehung mit Wilson Gonzalez Ochsenknecht bekannt. Sie waren verlobt, trennten sich aber nach zweijähriger Beziehung 2012. Mit dem Blogger Carl Jakob Haupt war sie ein Jahr verheiratet. Am 21. Mai 2018 wurde Strange Mutter einer Tochter. Vater des Kindes ist der Schauspieler Leebo Freeman. Sechs Monate nach der Geburt war Strange auf dem Cover des deutschen Männermagazins Playboy zu sehen.
2020 gab Bonnie Strange bekannt, dass sie Afantasie habe; 2023, dass bei ihr in der Kindheit ADHS diagnostiziert wurde.

## Werk

### Diskografie
Singles
Solo
- 2021: Energie
- 2023: 7SD (mit Trille)

mit den Rio Girls
- 2011: Neonlights
- 2011: Scissors

mit Grossraum Indie Fresse
- 2015: Richtig Nice
- 2016: Tik Tok
- 2016: Sextalk (feat. Manny Marc)

Gratis-Downloads
- 2015: Weihnachten Indie Fresse (feat. Snowewhite)

Gastbeiträge
- 2013: Grüne Welle – mit MC Fitti (auf seinem Debüt-Album #Geilon)
- 2015: Electric – mit Jack Strify (auf seinem Debüt-Album ILLUSION)[21]
- 2021: Trust you – €URO TRASH, Yellow Claw, Psycho Boys Club, Bonnie Strange

### Film und Fernsehen

#### Filme
- 2013: Quellen des Lebens (als Blondine)

#### TV-Auftritte
- 2011: Mein Mann kann
- 2012: Jungen gegen Mädchen
- 2013: Wok-WM
- 2013: Shopping Queen
- 2014: Gute Zeiten, schlechte Zeiten
- 2014: Das perfekte Promi-Dinner
- 2015–2016: taff (Moderation)
- 2018: Guidos Shopping Queen des Jahres[22]
- 2019: Germany’s next Topmodel als Gastjurorin
- 2020: Peep! (Moderation)
- 2021: Mask Off
- 2024: Fight for Paradise: Who can you trust? (Moderation)

#### Internet
- 2013: WestBam – She Wants (Musikvideo)[23]
- 2014–2016 OTTO Stylediaries (monatliches Format)
- 2014: MC Fitti – Paradies aus Glas (Musikvideo)[24]
- 2017: Offscreen (Webserie)
- 2018: Ufo361 feat. Quavo (Migos) – „VVS“ (Musikvideo)
- 2019: Loredana – Genick (Musikvideo)
- 2020: Yung Kafa und Kücük Efendi – Sumatra (Musikvideo)